# Clathroterebra
Clathroterebra is een geslacht van weekdieren uit de klasse van de Gastropoda (slakken).

## Soorten
- Clathroterebra brunneobandata Malcolm & Terryn, 2012
- Clathroterebra dedonderi (Terryn, 2003)
- Clathroterebra fortunei (Deshayes, 1857)
- Clathroterebra guphilae (Poppe, Tagaro & Terryn, 2009)
- Clathroterebra iola (Pilsbry & Lowe, 1932)
- Clathroterebra mactanensis (Bratcher & Cernohorsky, 1982)
- Clathroterebra poppei (Terryn, 2003)
- Clathroterebra pseudofortunei Aubry, 2008
- Clathroterebra reunionensis (Bratcher & Cernohorsky, 1985)
- Clathroterebra russoi (Aubry, 1991)
- Clathroterebra suduirauti (Terryn & Conde, 2004)